# Moscow (Vermont)
Moscow es un área no incorporada ubicada en el condado de Lamoille en el estado estadounidense de Vermont. Forma parte del pueblo de Stowe.

## Geografía
Moscow se encuentra ubicado en las coordenadas 44°26′27.6″N 72°42′54″O / 44.441000, -72.71500.